# Tułodziad
Tułodziad (deutsch Taulensee) ist ein Dorf in der polnischen Woiwodschaft Ermland-Masuren. Es gehört zur Gmina Dąbrówno (Landgemeinde Gilgenburg) im Powiat Ostródzki (Kreis Osterode in Ostpreußen).

## Geographische Lage
Tułodziad liegt im Südwesten der Woiwodschaft Ermland-Masuren, 22 Kilometer südlich der Kreisstadt Ostróda (deutsch Osterode in Ostpreußen).

## Geschichte
Die erste Erwähnung von Dorf und Gut Taulensee erfolgte im Jahre 1390. 1874 wurden die Landgemeinde Taulensee und der gleichnamige Gutsbezirk in den neu errichteten Amtsbezirk Marwalde (polnisch Marwałd) im Kreis Osterode in Ostpreußen eingegliedert. Im Jahre 1910 zählte die Landgemeinde Taulensee 219 und der Gutsbezirk 94 Einwohner.
Am 30. September 1928 wurde der Gutsbezirk Taulensee – zusammen mit dem vorher zum Amtsbezirk Seemen (polnisch Samin) gehörenden Gutsbezirk Fiugaiken (polnisch Fiugajki) – in die Landgemeinde Taulensee eingegliedert. Die Zahl der Einwohner Taulensees belief sich 1933 auf 447 und 1939 auf 461.
In Kriegsfolge kam Taulensee 1945 gemeinsam mit dem gesamten südlichen Ostpreußen zu Polen. Das Dorf erhielt die polnische Namensform „Tułodziad“ und ist heute eine Ortschaft im Verbund der Gmina Dąbrówno (Landgemeinde Gilgenburg) im Powiat Ostródzki (Kreis Osterode in Ostpreußen), bis 1998 der Woiwodschaft Olsztyn, seither der Woiwodschaft Ermland-Masuren zugehörig.

## Kirche
Bis 1945 war Taulensee in die evangelische Kirche Marwalde in der Kirchenprovinz Ostpreußen der Kirche der Altpreußischen Union, außerdem in die römisch-katholische Kirche Gilgenburg (polnisch Dąbrówno) eingepfarrt.
Gegenwärtig gehören die evangelischen Einwohner Tułodziads zur Kirche Ostróda (Osterode in Ostpreußen) in der Diözese Masuren der Evangelisch-Augsburgischen Kirche in Polen, während die katholischen Einwohner der Mariä-Himmelfahrts-Kirche in Marwałd im Erzbistum Ermland zugeordnet sind.

## Verkehr
Tułodziad liegt verkehrsgünstig an der Woiwodschaftsstraße 537, die Lubawa (Löbau in Westpreußen) mit den Gemeinden Dąbrówno (Gilgenburg), Grunwald (Grünfelde) und Olsztynek (Hohenstein) verbindet. Außerdem führt die von Ostróda kommende Kreisstraße (polnisch Droga powiatowa)  bis direkt in das Dorf.
Eine Bahnanbindung besteht für Tułodziad nicht mehr. Von 1910 bis 1945 war Marwalde die nächste Bahnstation für Taulensee. Sie lag an der in Kriegsfolge stillgelegten und teilweise bereits demontierten Bahnstrecke Osterode–Soldau.

## Persönlichkeit
- Hellmut Gossing (* 16. April 1905 in Taulensee), deutscher Politiker (GB/BHE, CDU) († 1974)